# Echichens
Echichens é uma comuna da Suíça, situada no distrito de Morges, no cantão de Vaud. Tem 13,3 km² de área e sua população em 2018 foi estimada em 3.059 habitantes.